# Zamek potwora
Zamek potwora (hiszp. El castillo de los monstruos) – argentyński film fabularny z 1964 roku w reżyserii Carlosa Rinaldi. W rolach głównych wystąpili Luis Sandrini, Silvia Solar i Lola del Pino.